# Bahnbetriebswerk Passau

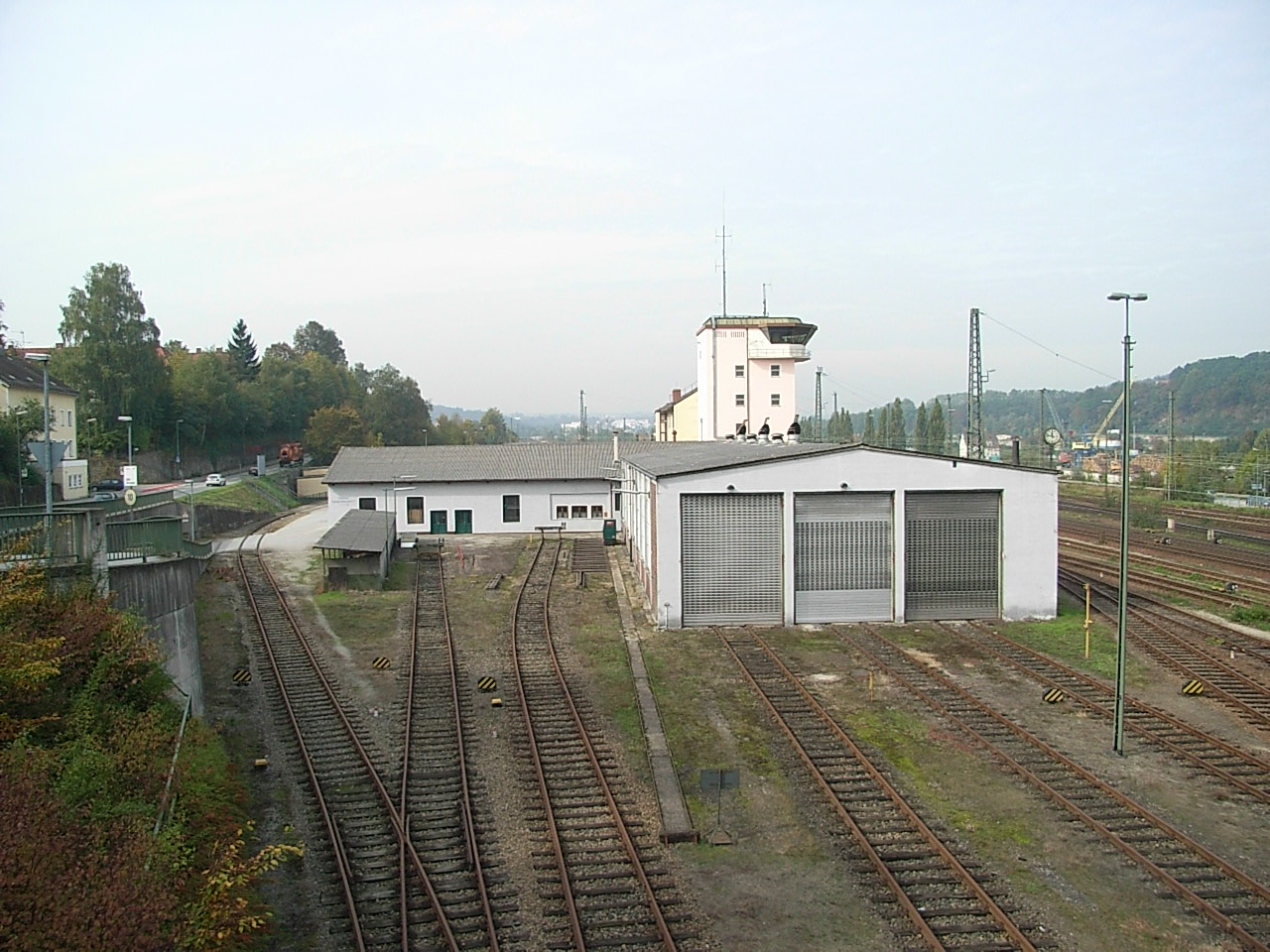
Der Lokschuppen Halle 1

Das Bahnbetriebswerk Passau war ein dem Hauptbahnhof Passau angegliedertes Bahnbetriebswerk (Bw), das 1861 von der AG der Bayerischen Ostbahnen errichtet wurde. Von der Deutschen Bahn wurde es 2000 stillgelegt und befindet  sich seitdem im Besitz der Passauer Eisenbahnfreunde (PEF).

## Geschichte
Der Hauptbahnhof Passau wurde mit seinem damaligen Betriebswerk und den dazugehörigen Anlagen 1850 als Kopfbahnhof eröffnet, die 1,5 km lange Strecke über den Inn wurde am 1. September 1861 in Betrieb genommen, die eine Verbindung zur österreichischen Kaiserin-Elisabeth-Bahn nach Wels schuf. Damit wurde Passau als Grenzbahnhof von zwei Eisenbahngesellschaften betrieben und schuf eine durchgängige Verbindung von Frankfurt am Main bis Wien.
1865 errichtete die AG der Bayerischen Ostbahnen einen Eisenbahnanschluss zum Donauhafen am Rathaus, den sie am 1. Januar 1876 an die Königlich Bayerische Staatsbahn übertrug.
Das Betriebswerk wurde 1906 in die Haitzingerstraße verlegt, wobei 150.000 m² Erdreich bewegt wurden. Ein zwanzigständiger Ringlokschuppen mit zweigleisigem Werkstattanbau wurde zusammen mit einer sechsgleisigen Werkstätte mit Schiebebühne neu errichtet. Dieser Schritt war erforderlich, weil weitere Nebenbahnstrecken von Passau aus errichtet wurden. Zuvor sind bereits die Anlagen des Betriebswerks im Laufe der Jahre mehrfach erweitert worden. 
Bis in die Zeit nach dem Zweiten Weltkrieg waren viele Dampfloks in Passau beheimatet. Dann wurden sie allmählich von Diesellokomotiven abgelöst.
Im Zuständigkeitsbereich des Betriebswerks lag auch der Streckenabschnitt von Obernzell nach Wegscheid, der einzigen Zahnradbahn der Königlich Bayerischen Staatsbahn. Die PtzL 3/4 (BR 97.1) war deshalb nur in Passau stationiert.
Auf der Zahnradstrecke erfolgten die ersten Versuche mit dem Schienenbus VT 98.9 als Steilstreckenfahrzeug im Reibungsbetrieb. Von 1964 bis 1965 war mit dem VT 97 901 ein Schienenbus für den Zahnradbetrieb vorhanden. Ebenso beheimatete die Bundesbahn für Erprobungen auf der Zahnradstrecke beispielsweise den Schienen-Straßen-Omnibus, oder die V 100.

## Niedergang
Nachdem auf mehreren Strecken der Personenverkehr eingestellt und die Strecke Obernzell–Wegscheid komplett stillgelegt wurde, kam das Betriebswerk durch Auflösung der Bundesbahndirektion Regensburg zur Bundesbahndirektion Nürnberg. Die letzten eigenständig in Passau beheimateten Lokomotiven wurden 1978 an andere Dienststellen abgegeben. 
Der letzte Umbau fand im Jahre 1976 statt, wobei unter anderem der Ringlokschuppen abgerissen und eine Halle für Schienenbusse und eine Werkshalle errichtet wurden.
Die Auflösung des Betriebswerks Passau erfolgte schließlich im Jahr 2000.

## Passauer Eisenbahnfreunde
Nach der Auflösung durch die Deutsche Bahn erwarben die Passauer Eisenbahnfreunde (PEF) die gesamte Bw-Anlage von  DB Services Immobilien,  einschließlich der ehemaligen VT-Halle mit drei Gleisen und der Reisezugwagenhalle mit zwei    Gleisen und dem dazugehörigen Gleisvorfeld, sowie Gebäude und Werkstätten. Der Verein vollzog auf dem Gelände zunächst einige Renovierungs- und Sanierungsarbeiten und kümmert sich seitdem um den Unterhalt der Anlagen. 
Die Passauer Eisenbahnfreunde betreiben im Keller des Passauer Hauptbahnhofes eine Modellbahn, welche die gesamten Gleisanlagen des Passauer Grenzbahnhofs im Zustand Mitte der 1950er Jahre zum Anlagenthema hat. Hier ist auch das Bahnbetriebswerk Passau zur Zeit der Bundesbahn im Maßstab 1:87 nachgebildet.
Koordinaten: 48° 34′ 22″ N, 13° 26′ 11″ O